# UB 128
SM UB 128 war ein deutsches U-Boot vom Typ UB III der Kaiserlichen Marine während des Ersten Weltkrieges.

## Beschreibung
UB 128 wurde von der AG Weser in Bremen gebaut (Kiellegung 20. Juli 1917, Stapellauf 10. April 1918) und am 11. Mai 1918 unter dem Kommando von Kapitänleutnant Wilhelm Canaris in Dienst gestellt.
Wie alle U-Boote des Typs UB III führte UB 128 zehn Torpedos mit sich und war mit vier Bugtorpedorohren, einem Hecktorpedorohr und einem 10,5-cm-Decksgeschütz bewaffnet. Die Besatzung bestand aus drei Offizieren und 31 Mann. Mit zwei Treibölbunkern (35 + 36 t Treiböl) hatte es bei der Überwasserfahrt eine Reichweite von 8.500 sm (15.742 km) bei 6 kn (11,1 km/h). Mit einer Batterieladung kam es unter Wasser bei 4 kn (7 km/h) bis zu 55 sm (102 km) weit. Die Maximalgeschwindigkeit betrug 13,6 kn (25,2 km/h) aufgetaucht und 8 kn (14,8 km/h) unter Wasser. Die Herstellungskosten beliefen sich auf 3.654.000 Mark. Die Länge des Bootes betrug 55,3 m bei einer Breite von 5,8 m und einem Tiefgang von 3,7 m. Es verfügte über zwei Antriebswellen. An jede Antriebswelle war eine 6-Zylinder-Körting-Dieselmaschine mit 550 PS (405 kW) für die Überwasserfahrt und ein Siemens-Schuckert-Elektromotor mit 394 PS (290 kW) für die Fahrt unter Wasser gekuppelt. Die zugelassene Tauchtiefe betrug 50 Meter und die Tauchzeit 30 Sekunden.

## Einsätze
Bei der ersten Unternehmung vom 3. August bis zum 4. September 1918 steuerte UB 128 von Kiel um die Färöer in Richtung Mittelmeer. Westlich von Lissabon versenkte es am 21. August den französischen Dampfer Champlain und lief dann in Cattaro ein.
Zur zweiten Unternehmung vom 28. Oktober bis zum 29. November 1918 kam es aufgrund der Räumung der Adria-Stützpunkte: UB 128 musste den Rückmarsch antreten. Nachdem es knapp der Versenkung bei Gibraltar entkommen war, lief UB 128 am 29. November 1918 nach einem Zwischenstopp im norwegischen Kors-Fjord, wo sich die Mittelmeerboote sammelten, in Kiel ein.

## Verbleib
Entsprechend den Waffenstillstandsbedingungen wurde das Boot am 3. Dezember 1918 an Großbritannien ausgeliefert und 1921 in Falmouth abgewrackt.